# اطمینان مصرف‌کننده
‌اطمینان مصرف‌کننده یک نماگر اقتصادی است که میزان خوش‌بینی مصرف‌کنندگان را نسبت به وضعیت کلی اقتصاد و وضعیت مالی شخصی خود اندازه‌گیری می‌کند. اگر مصرف‌کننده به اقتصاد آینده آتی و مالی شخصی خود اطمینان داشته باشد، مصرف‌کننده بیش از انجام پس‌انداز هزینه خواهد کرد.
وقتی ‌اطمینان مصرف‌کننده بالا باشد، مصرف‌کنندگان خرید بیشتری انجام می‌دهند. وقتی ‌اطمینان پایین است، مصرف‌کنندگان تمایل دارند بیشتر پس‌انداز کنند و کمتر خرج کنند. یک روند ماه به ماه در ‌اطمینان مصرف‌کننده منعکس کننده چشم‌انداز مصرف‌کنندگان با توجه به توانایی آنها برای یافتن و حفظ مشاغل خوب با توجه به درک آنها از وضعیت فعلی اقتصاد و وضعیت مالی شخصی آنها است.
‌اطمینان مصرف‌کننده معمولاً با گسترش اقتصاد افزایش می‌یابد و زمانی که اقتصاد منقبض می‌شود کاهش می‌یابد. در ایالات متحده، شواهدی وجود دارد که نشان می‌دهد این معیار یک شاخص ناکافی از عملکرد بازار سهام است.

## استفاده و کاربرد
سرمایه گذاران، تولیدکنندگان، خرده فروشان، بانک‌ها، پژوهشگران افکار عمومی و سازمان‌های دولتی از ارزیابی‌های مختلفی از ‌اطمینان مصرف‌کننده در برنامه‌ریزی اقدامات خود استفاده می‌کنند. توانایی پیش‌بینی تغییرات عمده در ‌اطمینان مصرف‌کننده به کسب‌وکارها این امکان را می‌دهد که تمایل مصرف‌کنندگان را برای خریدهای جدید بسنجند. در نتیجه، مشاغل می‌توانند عملیات خود را تنظیم کنند و دولت می‌تواند برای تغییر درآمد مالیاتی آماده شود. اگر ‌اطمینان در حال کاهش باشد و انتظار می‌رود مصرف‌کنندگان هزینه‌های خود را کاهش دهند، اکثر تولیدکنندگان تمایل دارند حجم تولید خود را بر این اساس کاهش دهند. برای مثال، اگر تولیدکنندگان پیش‌بینی کنند که مصرف‌کنندگان خریدهای خرده‌فروشی را به‌ویژه برای کالاهای گران‌قیمت و بادوام کاهش دهند، موجودی‌های خود را از قبل کاهش می‌دهند و ممکن است سرمایه‌گذاری در پروژه‌ها و امکانات جدید را به تأخیر بیندازند. به همین ترتیب، اگر بانک‌ها از مصرف‌کنندگان انتظار داشته باشند که هزینه‌های خود را کاهش دهند، برای کاهش فعالیت‌های وام‌دهی، مانند درخواست‌های وام مسکن و استفاده از کارت اعتباری آماده می‌شوند. سازندگان برای کاهش حجم ساخت و ساز خانه برنامه‌ریزی خواهند کرد و دولت برای کاهش درآمدهای مالیاتی آینده آماده خواهد شد. از سوی دیگر، اگر ‌اطمینان مصرف‌کننده بهبود یابد، انتظار می‌رود مردم خرید کالاها و خدمات خود را افزایش دهند و با پیش‌بینی این تغییر، تولیدکنندگان می‌توانند تولید و موجودی را افزایش دهند. کارفرمایان بزرگ نیز می‌توانند نرخ استخدام را افزایش دهند و سازندگان می‌توانند برای نرخ‌های بالاتر ساخت و ساز مسکن آماده شوند. در این شرایط همچنین بانک‌ها می‌توانند برای افزایش تقاضا برای محصولات اعتباری برنامه‌ریزی کنند و دولت می‌تواند انتظار بهبود درآمدهای مالیاتی را بر اساس افزایش مخارج مصرف‌کننده داشته باشد.
تا قبل از سال ۲۰۰۹ میلادی، هیچ تلاش سیستماتیکی برای ردیابی و اندازه‌گیری ‌اطمینان مصرف‌کننده در سراسر جهان وجود نداشت. در سال‌های ۲۰۰۹ و ۲۰۱۲، گالوپ داده‌های ‌اطمینان اقتصادی جهانی را از طریق نظرسنجی جهانی گالوپ جمع‌آوری کرد و داده‌های ۱۰۸ کشور مورد بررسی را در هر دو سال تجزیه و تحلیل کرد. شاخص ‌اطمینان اقتصادی گالوپ بر اساس پاسخ‌های ترکیبی به دو سؤال است: اولی از افراد می‌خواهد شرایط اقتصادی امروز کشورشان را رتبه‌بندی کنند و دوم اینکه آیا فکر می‌کنند شرایط اقتصادی در کشورشان به‌طور کلی در حال بهتر شدن یا بدتر شدن است.